# Pangea Software
Pangea Software è una società produttrice di software per la piattaforma Apple Macintosh. La società sviluppa principalmente videogiochi.

## Storia
La società venne fondata nel 1987 da Brian Greenstone e nacque inizialmente per produrre videogiochi per Apple IIGS, lanciando sul mercato il primo videogioco Xenocide realizzato nel 1989. Nel 1993 produsse il primo videogioco per i sistemi Macintosh. Nel 2008 la società ha convertito i suoi maggiori successi per iPhone e nel marzo del 2009 ha annunciato l'abbandono del mercato Macintosh per concentrarsi sul più proficuo mercato dell'iPhone, per poi tornarci quando l'Apple ha lanciato il Mac App Store.

## Giochi
- Pangea Arcade (2006)
- Enigmo (I e II) - (2003 - 2006)
- Nanosaur (I e II) - (1998 - 2004)
- Bugdom (I e II) - (1999 - 2002)
- Mighty Mike (2001)
- Otto Matic (2001)
- Cro-Mag Rally (2001)
- Billy Frontier (2003)